# Mesenchytraeus beumeri
Mesenchytraeus beumeri är en ringmaskart som först beskrevs av Wilhelm Michaelsen 1886.  Mesenchytraeus beumeri ingår i släktet Mesenchytraeus och familjen småringmaskar. Arten är reproducerande i Sverige. Inga underarter finns listade i Catalogue of Life.